# HMS Royal George (1788)
Pour les autres navires du même nom, voir HMS Royal George.

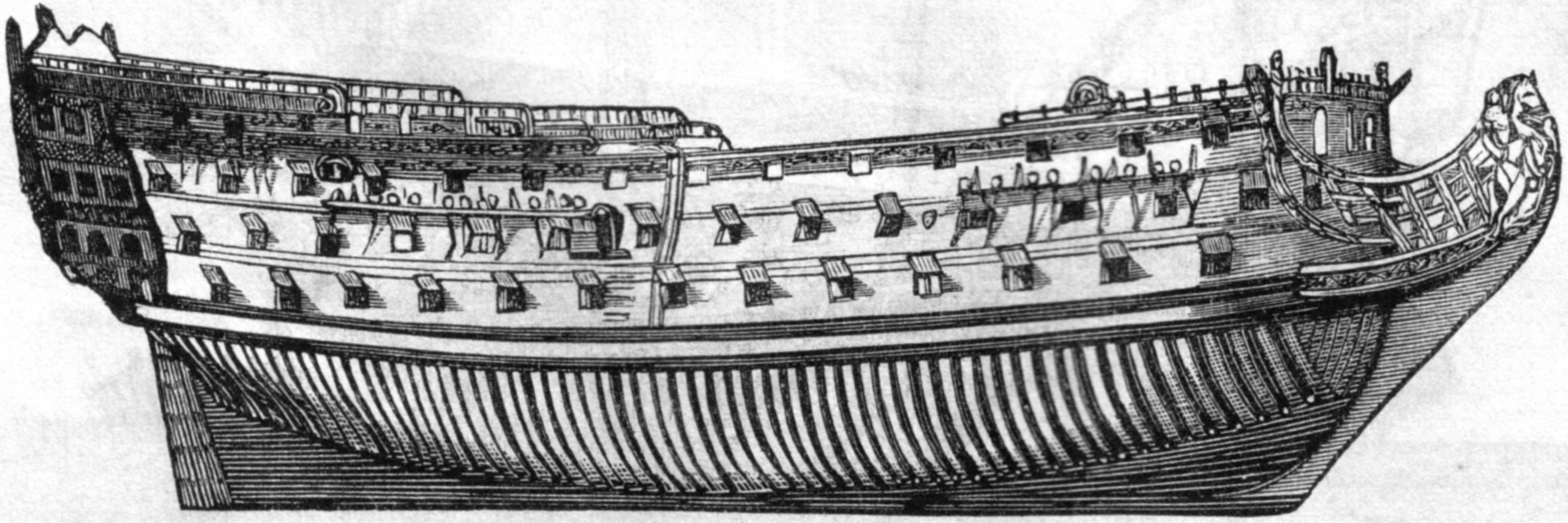
Le Royal George, gravure anonyme publiée dans le Harper's New Monthly Magazine no 262 de mars 1872.

Le HMS Royal George est un vaisseau de ligne de 1er rang armé de 100 canons en service dans la Royal Navy. Conçu par Edward Hunt, il est, avec son jumeau le Queen Charlotte, le seul navire de sa classe,. Lancé le 16 septembre 1788, il est le cinquième navire britannique à porter ce nom.
Le HMS Royal George est le navire amiral britannique à la bataille de Groix et porte la marque de l'amiral Hood à la bataille du 13 prairial an II. En 1807, il porte la marque de l'amiral John Thomas Duckworth lors de l'expédition d'Alexandrie (en).
Le navire est détruit en 1822.